# Elton Beauty (manzana)
Elton Beauty es una variedad cultivar de manzano (Malus domestica).
Se originó en los huertos "Ince Orchards", Chester (Inglaterra). Fue introducido en los circuitos comerciales en 1952. Las frutas tienen una pulpa de textura suave y fina con un sabor subácido y aromático.

## Historia
'Elton Beauty' es una variedad de manzana, que se originó en los huertos "Ince Orchards", Chester (Inglaterra). Fue introducido en los circuitos comerciales en 1952. Se obtuvo cruzando como Parental-Madre a 'James Grieve' x polen de 'Worcester Pearmain' como Parental-Padre.
'Elton Beauty' se cultiva en la National Fruit Collection (Colección Nacional de Fruta) de Reino Unido donde está cultivada con el número de accesión: 1963-108' y nombre de accesión:Elton Beauty.

## Características
'Elton Beauty' es un árbol pequeño, débilmente vigoroso, con crecimiento erguido y extendido. El árbol es resistente. Portador de espuelas de fructificación. Tiene un tiempo de floración que comienza a partir del 1 de mayo con el 10% de floración, para el 7 de mayo tiene una floración completa (80%), y para el 14 de mayo tiene un 90% de caída de pétalos.
'Elton Beauty' tiene una talla de fruto mediano; forma amplia cónica globosa, con nervaduras débiles, y corona muy débil; epidermis con color de fondo verde amarillento, con color del sobre color rojo, con distribución del sobre color rubor en rayas / chapa, presentando las manzanas completamente maduras un ruginoso-"russeting" alrededor del tallo sobresaliendo en los hombros, lenticelas medianas claras, importancia del ruginoso-"russeting" (pardeamiento áspero superficial que presentan algunas variedades) débil; pedúnculo corto y de calibre medio, colocado en una cavidad moderadamente profunda y estrecha, con abundante ruginoso-"russeting"; cáliz con la anchura de la cavidad calicina estrecha, profundidad de la cavidad calicina media, con ojo pequeño, semicerrado; pulpa de color blanca, muy jugosa y picante, dulce y con un marcado sabor a fresa. Si se recolecta antes de que esté completamente maduro, tiende a ser demasiado picante para ser agradable.
Su tiempo de recogida de cosecha se inicia a principios de septiembre.

## Usos
Se utiliza como una buena manzana fresca para comer de postre.

## Ploidismo
Diploide. Auto estéril, para los cultivos es necesario un polinizador compatible. Grupo B Día 7.